# ۴۰۷ (قمری)
۴۰۷ (قمری)، چهارصد و هفتمین سال در گاهشماری هجری قمری است. اول محرم این سال برابر با شانزدهم ژوئن سال ۱۰۱۶ میلادی است.